# Neile Adams
Neile Adams, née  le 10 juillet 1932 à Manille (Philippines), est une chanteuse, danseuse et actrice américaine.

## Biographie

### Jeunesse et débuts
Neile Adams naît aux Philippines fille de la danseuse Carmen "Miami" Salvador et de José Arrastia y Salgado. Elle ne connaissait pas son père. Elle étudie à l'école Saint Alex aux Philippines puis à l'école Saint Joseph de Hong Kong.
À l'âge de 18 ans, elle part pour New York et joue dans une comédie musicale à Broadway.

### Vie privée

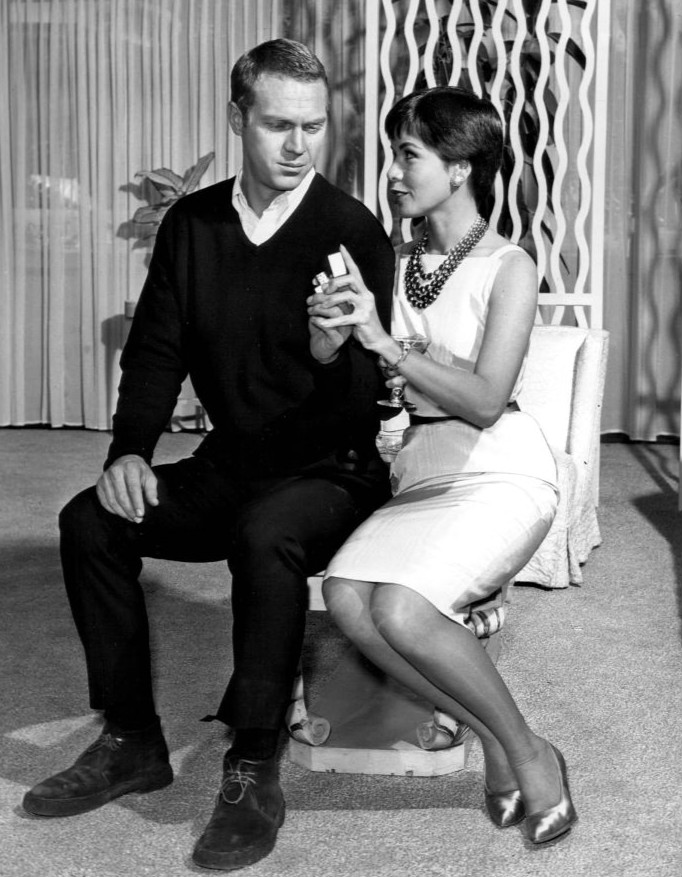
Steve McQueen et Neile Adams en 1960.

Neile Adams se marie à l'acteur Steve McQueen en 1956. La même année, ils quittent New York pour Las Vegas où elle trouve un emploi comme danseuse au Tropicana Las Vegas. Elle quitte son emploi en 1958 et le couple s'installe dans une maison à North Hollywood.
Ils ont une fille, Terry McQueen (décédée en 1998) et un fils, Chad McQueen (1960-2024). Ils divorcent en 1972. Elle sera ensuite mariée à Alvin Toffel de 1980 à sa mort en 2005.

## Filmographie

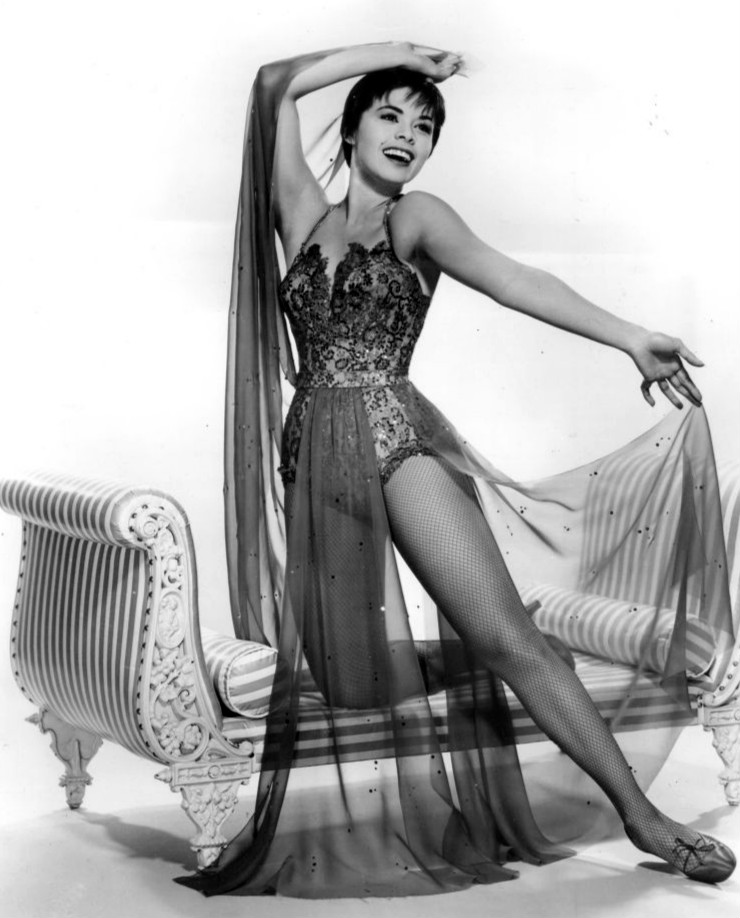
Photographie publicitaire de Neile Adams en 1960.

### Actrice

#### Cinéma
- 1952 : Grubstake de Larry Buchanan
- 1957 : Cette nuit ou jamais de Robert Wise : Patsy St. Clair
- 1972 : Les Poulets de Richard A. Colla : Teddy Carella
- 1973 : So Long, Blue Boy de Gerald Gordon (en tant que Neile Adams McQueen) : Julie Stevens
- 1981 : Victor la gaffe de Billy Wilder(en tant que Neile McQueen) : une vendeuse
- 1981 : Chu Chu and the Philly Flash de David Lowell Rich (en tant que Neile McQueen) : la femme dans la voiture

#### Télévision
- 1959 : Westinghouse Desilu Playhouse : Lupe
- 1960 : Alfred Hitchcock présente : Irene Helmer / une femme
- 1960 : Five Fingers : Rita Juan
- 1964 : Suspicion : sergent Louise Marklen
- 1964 : The Eleventh Hour (en) : Mrs. Bering
- 1965 : Des agents très spéciaux : Sita Chandi
- 1972 : Women in Chains de Bernard L. Kowalski : « Connie »
- 1972 : Love, American Style (segment « Love and the Out-of-Town Client ») : Peggy Fox
- 1976 : Sergent Anderson : Denise
- 1977 : Super Jaimie : Valerie Breuer
- 1978 : Deux cent dollars plus les frais : Joyce Brauder
- 1978 : Opération charme (en) : Mrs. Lawson
- 1980 : L'île fantastique : Trish
- 1981 : Vegas : Monique Duvalier
- 1985 : Hôtel : Madelyn Rogers
- 1990 : Nightmare on the 13th Floor de Walter Grauman (en tant que Neile McQueen) : une vendeuse
- 1991 : Échec et meurtre de Mark Cullingham

### Dialoguiste

#### Cinéma
- 1957 : Cette nuit ou jamais

#### Télévision
- 1967 : The Hollywood Palace

## Publication
(en) Neile Adams McQueen, My Husband, My Friend: A Memoir, AuthorHouse, 1986 (réédition en 2006), 344 p.  (ISBN 978-1425918187) [présentation en ligne]
autobiographie, parlant également de son mariage avec Steve McQueen.